# سيندي ديفيس
سيندي ديفيس (بالإنجليزية: Cindy Davis)‏ هي دراجة أمريكية، ولدت في 1977 في أتووتر في الولايات المتحدة.